# Columbus Magic
O Columbus Magic era um clube de futebol americano com sede em Columbus, Ohio, que era membro da American Soccer League.

## História
Eles jogaram seus jogos em casa no Franklin County Stadium, que dividiram com o Columbus Clippers, time da Liga Menor de Beisebol.  O Magic realizou acampamentos de futebol localizados no Fancyburg Park em Upper Arlington, Ohio.